# Abația (roman de Dan Doboș)
Abația (2002) este un roman science fiction scris de Dan Doboș, considerat de critica și de cititorii de literatură SF cel mai bun roman science fiction românesc. Pornind de la povestirea "Pletele Sfântului Augustin", cartea a devenit primul volum al unei trilogii comparate cu Fundația lui Isaac Asimov și Dune a lui Frank Herbert.
În anul 2003, participanții la RomCon au votat cartea ca fiind cel mai bun roman SF românesc al anului 2002.

## Istoria romanului
După publicarea online a povestirii ”Pletele Sfântului Augustin”, Dan Doboș a fost contactat de directorul de atunci al editurii Nemira, Vlad Popescu. Acesta l-a îndemnat și îndrumat să scrie un roman pornind de la povestire, pe care intenționa să îl publice în "Colecția Nautilus" a editurii pe care o conducea.
După o întârziere de două săptămâni în predarea manuscrisului, acesta a fost lansat în volum la târgul de carte din iarna anului 2002 cu titlul sugerat de editor, Abația , după ce în prealabil i-a fost înlăturat ultimul capitol pentru a deschide calea unei trilogii. Vlad Popescu afirmă că romanul a fost publicat într-un tiraj de 5.000 de exemplare.
În anul 2008, editura Millennium Press a reeditat romanul într-o versiune revăzută și adăugită, care inserează idei din povestirea "Pletele Sfântului Augustin" și are un final diferit.

## Intriga
Imperiul controlează majoritatea planetelor descoperite, iar pentru a asigura hrana locuitorilor acestora are nevoie de Lumile Agricole, exploatate de clonele produse de Abație, un ordin al Sfântului Augustin cel Nou al cărei sediu se află pe un Pământ post-atomic.
Abatele Radoslav știe că omenirea se apropie de cea de-a șasea perioadă profețită cu mai bine de trei mii de ani în urmă de Sfântul Augustin, Armaghedonul, însă nu știe ce o va declanșa. De partea cealaltă, Împăratul Bela al VII-lea vrea să îndepărteze Abația din ecuația economică a Imperiului. El are acum la îndemână prima civilizație extraterestră inteligentă descoperită de om, zeții, care trebuie doar manipulată în modul corespunzător pentru a lua locul clonelor. Pentru a afla cum se sintetizează virusurile care determină clonele să fie agricultori supuși, Împăratul trimite pe Pământ un spion, quintul Rimio de Vassur (Rim), a cărui misiune este să afle secretele Abației.
La prima vedere, Abația apare ca o societate agrară pașnică. Pas cu pas, Rim intră în contact cu diferitele aspecte ale vieții monahale și cu personajele acesteia, dintre care se desprind cele două Marii - două femei identice aflate fiecare la polul opus al celeilalte, ale căror acțiuni se învârt în jurul lui Rim și a personalității mesianice a lui Stin. Acesta din urmă este conducătorul populației din Satul de Clone aflat în interiorul Abației, din sângele său urmând a fi prelevate virusurile pentru clonele Lumilor Agricole. De la el, Radoslav află despre zeți, care ar putea constitui Armaghedonul.

Dar extratereștrii nu sunt singurul semn al sfârșitului. În sectorul Sagittarius, imperialul Crey intereferează cu procesul Însămânțării Lumii Agricole Praxtor, căutând să pună mâna pe o mare rezervă de austral - combustibilul care asigură deplasarea navelor prin Imperiul și al cărei monopol fusese până atunci în mâna Împăratului. Cu ajutorul acestor resurse, Crey vrea să pornească o rebeliune în Imperiu, dar planul său este dejucat de Abație, care recurge la o A Doua Însămânțare a Praxtorului, eveniment care trezește în clone personalitățile lor originale, adică membrii Corpului celor O Mie de Voluntari care luptaseră împotriva religiei cu mii de ani în urmă. Furioși că fuseseră folosiți ca sclavi tocmai prin intermediul religiei, aceștia sunt deciși să treacă Imperiul prin foc și sabie.
Între timp, fostul împărat Kasser, descoperă pe Vechea Terra rămășițele unei organizații milenare care luptase împotriva Abației, pe care o considera sursa ereziei în univers. Kasser se întâlnește cu Radoslav, iar cei doi își împărtășesc tainele aflate de partea Imperiului și, respectiv, a Abației, într-o încercare disperată de a salva omenirea de la dezastru. Rim înțelege în cele din urmă necesitatea sacrificării lui Stin pe Alambicul de Dumnezei și procesul care stă la baza clonelor care populează Lumile Agricole, dar este ucis de una dintre Marii, sângele său amestecându-se cu cel distilat din trupul lui Stin.

## Opinii critice

Coperta ediției revăzute și adăugite apărute la editura Millennium Press

Romanul a câștigat în anul 2003 premiul ROMCON pentru cel mai bun roman SF românesc publicat în 2002.
Scriitorul și criticul Mircea Opriță apreciază că "Abația reușește performanța de a se adresa unui public divers, de la cititorul nepretențios, însă avid de combinații șocante, până la rafinatul ideilor, degustător de înțelepciuni paradoxale." La rândul său, Cătălin Badea Gheracostea remarcă faptul că "Dan Doboș își propulsează personajele în dialoguri ardente, pune preț pe analiza psihologică, nu se sfiește să le lanseze în dispute cu subiect moral și/sau religios"

## Lista personajelor
- Rimio de Vassur - quint imperial, devine fratele Rim odată cu intrarea în Abație
- Prea Fericitul Abate Radoslav al IX-lea - conducătorul Abației
- Maria - cele două femei clone, armele secrete ale Abației, una orientată spre depravare, cealaltă spre sfințenie
- Stin - conducătorul populației Satului de Clone din Abație
- Împăratul Bella al VII-lea - conducătorul Imperiului, descendent al dinastiei Boszt, pe numele real Amel
- Kasser - tatăl lui Bella, care a renunțat la tron în favoarea fiului său
- Aloim - frate din Abație, concubin al Abatelui, fiu al unor barbari din Câmpia Panoniei, percepe sentimentele celor din jur și le poate bloca atenția
- Kalator - frate din Abație care supraveghează însămânțarea Lumii Agricole Praxtor
- Crey - imperial însărcinat cu însămânțarea Lumii Agricole Praxtor
- Laak - clonă devenită apostol pe Praxtor
- Ustin - Mântuitorul ucis pe Praxtor pentru a demara procesul de dezvoltare al clonelor
- Isidor - frate care asigură aistență din partea Abației pe Praxtor
- Xentya - clonă din Sat, iubita lui Stin
- Mas și Mos - gărzile de corp ale lui Kasser
- Alaana - operatoare din psiacul de pe Kyrall, atribuită lui Rimio de Vassur
- Alarik – negustor pământean
- Severus – ultimul supraviețuitor pământean al mișcării de rezistență împotriva Abației
- Johansson, Barna, Șestov, Haela - membrii din Corpul celor O Mie de Voluntari

## Ediții
- 2002 - Abația, Ed. Nemira, colecția Nautilus, vol. 176, 288 pag., ISBN 973-569-560-X
- 2008 - Abația, Ed. Millennium Press, 320 pag. 973-88934-1-2 - ediție revăzută și adăugită
- 2011 - Abația, Ed. Millennium Press, 800 pag., ISBN 978-606-8113-50-0 - ediție omnibus care cuprinde întreaga trilogie
- 2014 - Abația, Ed. Millennium Press, 800 pag., ISBN 978-606-8113-95-1 - ediție omnibus care cuprinde întreaga trilogie

## Traduceri în alte limbi
- 2010 - The Abbey, Ed. Better Karma LLC, 410 pag., ISBN-10 0982432984, ISBN-13 978-0982432983[9]